# 恭聖仁烈皇后
恭聖仁烈皇后（きょうせいじんれつこうごう）は、南宋の寧宗の2番目の皇后。姓は楊、諱は桂枝（けいし）と称した。

## 生涯
12歳に慈福宮に入り、女伶を務めた。厳州淳安県の人というが、当時は明確な身分や姓名の記録がなかった。美貌で多芸多才、書にたくみで、絵画もよくした。平陽郡王趙拡（後の寧宗）に見初められ、寧宗が即位した翌年の慶元元年（1195年）3月、太皇太后呉氏から寧宗に妃嬪として与えられ、平楽郡夫人に封ぜられた。
寧宗にもっとも寵愛され、慶元3年（1197年）4月に婕妤に上った。この頃、楊次山及びその姉妹の楊蘭枝なる会稽人の姉妹を自称し、「楊桂枝」の名が記録された。慶元5年（1199年）に婉儀となり、次いで慶元6年（1200年）には貴妃に上った。韓皇后が崩ずると、曹美人と後継の座を争い、機敏な性格であり経書や歴史にも精通した点が考慮され、嘉泰2年（1202年）12月に皇后に立てられた。
曹美人を皇后に強く推した韓侂冑（韓皇后の同族）は楊氏の恨みを買い、史弥遠が開禧3年（1207年）に韓侂冑を殺害した際、楊氏はこれに協力している。
楊氏は2人の男子を産んだが、みな夭折した。後継者に内定された景献太子も嘉定13年（1220年）に病死したため、寧宗は従兄弟の沂王趙抦の嗣子であった趙竑を自身の養嗣子に迎えた。しかし、趙竑は楊皇后と史弥遠の専横を憎み、宰相との不和を招いた。嘉定17年（1224年）閏8月、寧宗が危篤状態になると、史弥遠の圧力に押された楊皇后は趙竑を廃し、燕王趙徳昭の九世の孫にあたる趙昀（後の理宗）が皇帝に擁立された。
理宗の即位後は皇太后として垂簾聴政したが、病気により宝慶元年（1225年）4月に辞めて退いた。宝慶2年（1226年）11月、寿明皇太后と呼ばれた。紹定元年（1228年）正月、寿明慈睿皇太后の尊号を贈られ、紹定3年12月（1231年1月）には寿明仁福慈睿皇太后と加号した。
紹定5年12月7日（1233年1月18日）、慈明殿にて71歳で崩御。「恭聖仁烈」と諡され、寧宗の永茂陵に合葬された。

## 男子
- 趙増（1200年 - 1201年）
- 趙坰（1203年生没）

## 伝記資料
- 『宋史』巻243 后妃伝下 恭聖仁烈楊皇后伝
- 『宋会要輯稿』巻12 后妃一 恭聖仁烈楊皇后